# Tamsi
Tamsi là một mandal thuộc Adilabad, bang Telangana, Ấn Độ.